# Авеллино (провинция)

Провинция Авеллино на карте области Кампания

Авелли́но (итал. Provincia di Avellino) — провинция в Италии, в регионе Кампания.

## История
Территория провинции Авеллино частично перекрывает известные пределы исторической области Ирпиния. При этом местность, где находится административный центр провинции — Авеллино — по сведениям древнеримских авторов, была заселена позднее, чем верхняя часть долины реки Сабато. Предшественником современного Авеллино являлась римская колония Veneria Augusta Alexandriana Abellinatium (в этом названии, видимо, увековечены имена императоров — Октавиана Августа и Александра Севера). Тем не менее, ещё в Средние века наиболее значимым населённым пунктом здесь являлся не Авеллино, а городок Атрипальда.
В 1975 году на левом берегу Сабато близ современной Атрипальды были произведены археологические изыскания, которые позволили частично выявить топографические очертания упомянутой выше римской колонии Абеллинум (Абеллинатиум), в том числе следы двух городских стен разных исторических периодов: одна из блоков жёлтого туфа (датирована примерно III веком до н. э.), другая — выложена методом Opus reticulatum во времена поздней Римской республики.
В XIII веке территория современной провинции Авеллино вместе с территориями соседних провинций Беневенто и Салерно составляли владения Анжуйской династии (Principato e Terra Beneventana). В 1284 году Карл I Анжуйский разделил эту территорию на два княжества: Ультра и Цитра, и территория современного Авеллино осталась в первом из них (даже административный центр княжества Ультра находился в Монтефуско). Эта ситуация сохранялась до 8 августа 1806 года, когда, в период французского владычества, в Неаполитанском королевстве была проведена административная реформа, вследствие которой появилась провинция Авеллино (с центром в Авеллино).
В 1958 году провинция насчитывала 502 520 жителей, что означало увеличение численности населения на 7 тыс. человек по сравнению с 1951 годом. 40 973 человек населяли административный центр провинции, город Авеллино. Более четверти населения провинции проживали в отдельных домах, что было одним из наиболее высоких показателей среди всех итальянских провинций. Средняя плотность населения составляла 177 человек на квадратный километр, 70 % активного населения были заняты в сельском хозяйстве, которое давало около 50 % всех доходов (по уровню дохода провинция относилась к наиболее бедным в Италии). Активно проводились работы по рекультивации лесов в долинах рек Уфита, Фредане (Fredane), Офанто и Сабато. Принимались меры к строительству водовода из Альта Ирпинии, осуществлялись инвестиции в развитие производства. В частности, строились деревообрабатывающие предприятия в Атрипальде, Баньоли-Ирпино, Бонито, Монтелле, Лиони и предприятия продовольственной промышленности в Авеллино, Лауро, Лиони, Баяно, Атрипальде; основано производство строительных материалов в Монтемилетто, Санта-Паолина, Авелле и Сан-Мартино-Валле-Каудина.

## География

### Города
- Альтавила-Ирпина
- Ариано-Ирпино

В провинции Авеллино находятся:
- Территориальное аббатство Монтеверджине
- горнолыжный курорт Лачено
- зоны археологических раскопок в городах Авелла и Мирабелла-Эклано
- горный хребет Монти-Пичентини (часть Апеннинских гор), где расположен одноимённый заповедник площадью 62200 гектаров.

## Известные уроженцы
В провинции Авеллино родились Павел IV, Франческо Солимена, Франческо Де Санктис, Сальваторе Феррагамо, Фернандо Де Наполи, Джерардо Бьянко, Джузеппе Каприо.

## Галерея

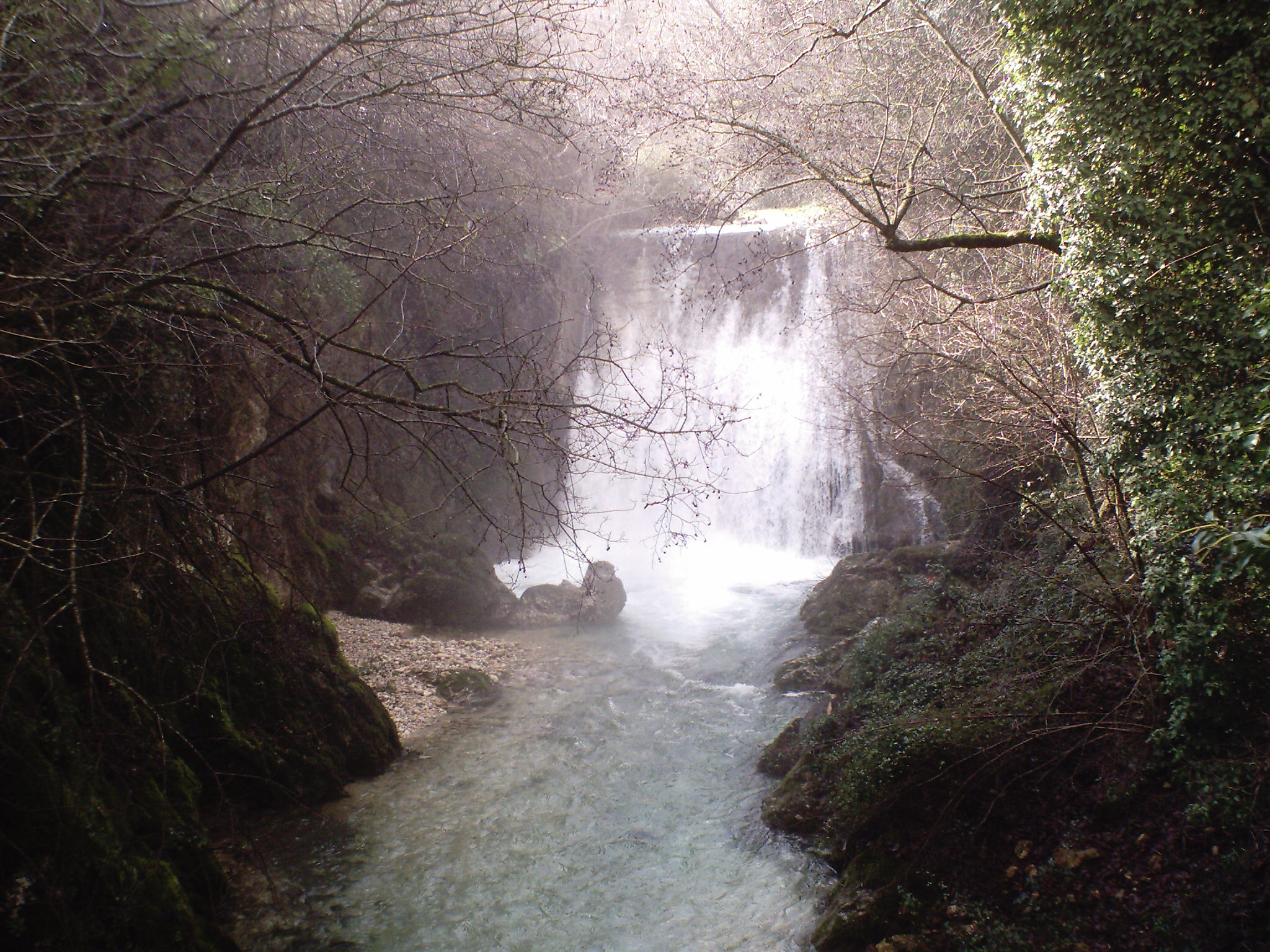
Водопад в Монтелла
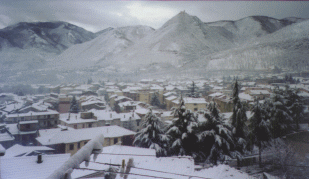
Монтелла зимой
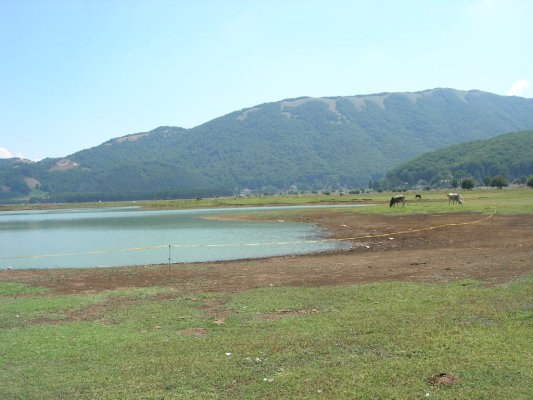
Озеро Лачено
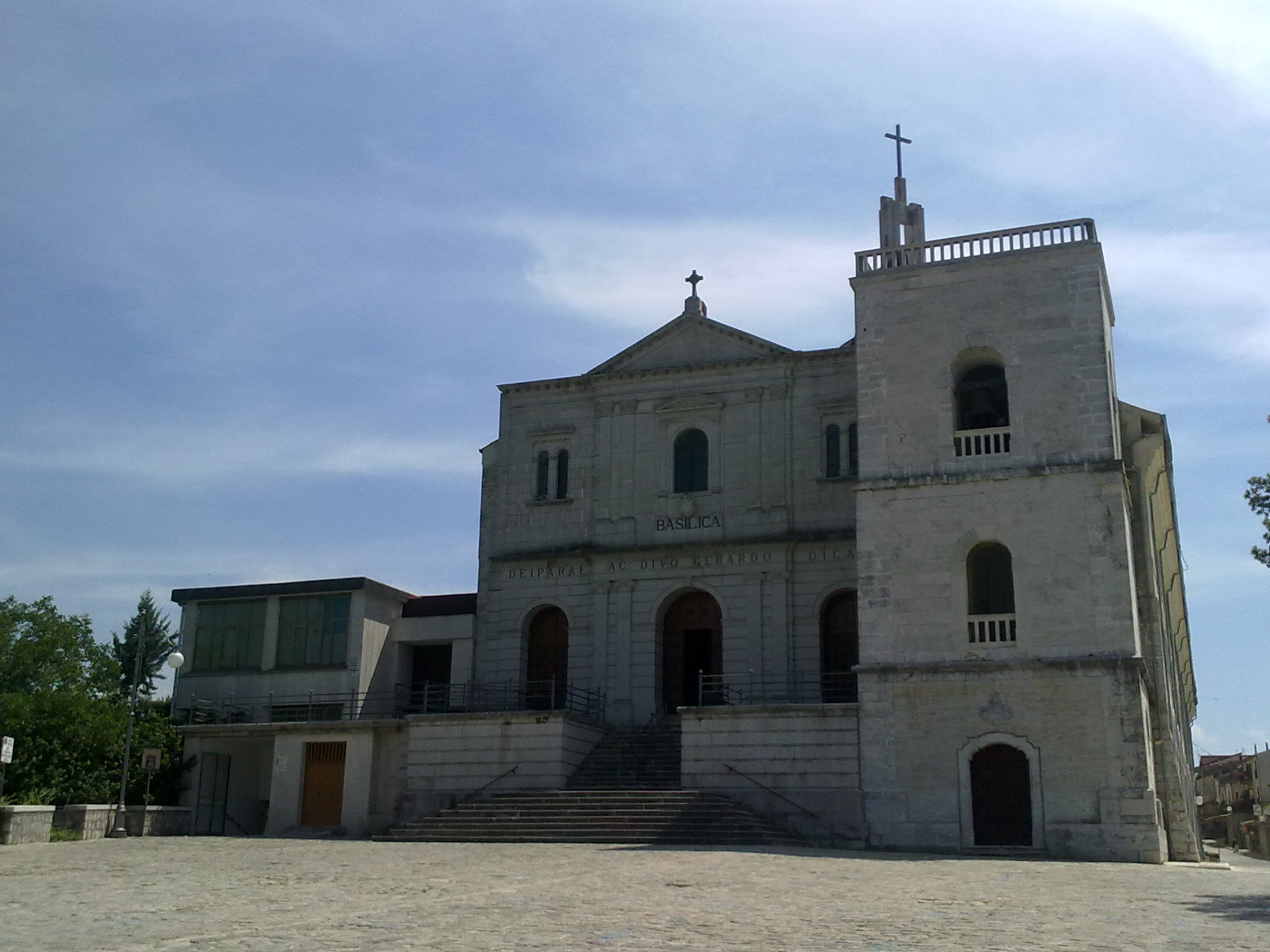
Базилика святого Джерардо в Капоселе